# Siège de Philippsburg (1688)
Pour les articles homonymes, voir Siège de Philippsbourg.
 (avril 2018).
Si vous disposez d'ouvrages ou d'articles de référence ou si vous connaissez des sites web de qualité traitant du thème abordé ici, merci de compléter l'article en donnant les références utiles à sa vérifiabilité et en les liant à la section « Notes et références ».
Guerre de la Ligue d'Augsbourg
Batailles
- Philippsbourg (1688)
- Sac du Palatinat (1689)
- Baie de Bantry (1689)
- Mayence (1689)
- Walcourt (1689)
- Fleurus (1690)
- Cap Béveziers (1690)
- La Boyne (1690)
- Limerick (1690)
- Staffarda (1690)
- Québec (1690)
- Coni (1691)
- Mons (1691)
- Leuze (1691)
- Aughrim (1691)
- La Hougue (1692)
- Namur (1692)
- Steinkerque (1692)
- Lagos (1693)
- Neerwinden (1693)
- La Marsaille (1693)
- Charleroi (1693)
- Saint-Malo (1693)
- Rivière Ter (1694)
- Camaret (1694)
- Texel (1694)
- Dieppe (1694)
- Bruxelles (1695)
- Namur (1695)
- Dogger Bank (1696)
- Carthagène (1697)
- Barcelone (1697)
- Baie d'Hudson (1697)

Le siège de Philippsburg en 1688 est une bataille (siège) au cours de laquelle la ville fortifiée de Philippsburg fut prise par une armée française à l'automne 1688. Les affrontements ont opposé les troupes françaises conduites par le dauphin Louis de France, épaulé par plusieurs lieutenants-généraux dont Vauban, à des troupes impériales commandées par le comte Maximilien von Starhemberg (de). Le siège dure un peu plus d'un mois. Il est mené par l'armée française selon la stratégie offensive éprouvée de Vauban, à savoir une progression méthodique en vue d'isoler, d'attaquer et de prendre successivement les différents ouvrages défensifs du plus faible au plus puissant.

## Contexte
À la mort de l’électeur de Cologne en juin 1688, deux candidats briguent la succession : le premier soutenu par le roi de France Louis XIV et le second par l'empereur du Saint Empire Léopold Ier. Le pape Innocent XI choisit le candidat impérial, ce qui provoque la contestation française. Cet événement est le point de départ de la guerre de la Ligue d'Augsbourg, dont la prise de la place de Philippsburg est l'une des premières opérations.

## Déroulement des opérations

### Les forces en présence
La forteresse de Philippsburg est défendue par le comte Maximilien von Starhemberg. Ce dernier ne dispose que d'un régiment d'un peu de plus de 2 000 hommes, dont seulement 1 600 sont en état de combattre en raison de maladies, et d'une artillerie composée de 17 pièces de batteries et 90 petits canons. Les réserves de nourriture et de munitions sont suffisantes mais le comte manque de vin (en prévision du croupissement de l'eau potable), de soldats expérimentés (une vingtaine seulement) et de sous-officiers. Il n'a également sous ses ordres que huit officiers, parmi lesquels son neveu le lieutenant-colonel Reichard von Starhemberg. Sur le plan architectural, la forteresse est soutenue par une redoute (dite « redoute du Rhin ») - une fortification munie de canons sur l'autre rive du Rhin qui lui est reliée par un passage couvert appelé le « pont volant ».
Côté français, le dauphin Louis de France commande une armée estimée à entre 30 000 et 40 000 hommes, 52 pièces d'artillerie de gros calibre et 24 mortiers. Un maréchal et deux lieutenants-généraux, dont Vauban, dirigent les opérations militaires. Les troupes mobilisées pour ce siège sont le régiment d'Auvergne, le 2e bataillon du régiment de Sault, le régiment de Berry cavalerie, le régiment Royal-Champagne cavalerie et le régiment Royal-Navarre cavalerie.

### Les principales opérations

#### Prise de la redoute du Rhin
Les Français optent pour la stratégie de siège typique de Vauban qui consiste à isoler les constructions défensives puis de s'attaquer méthodiquement à chacune en commençant par la plus faible. Le 27 septembre 1688, l'armée procède à l'encerclement de la forteresse. Puis, le 1er octobre, les Français s'attaquent à détruire l'unique liaison entre la forteresse principale et la redoute du Rhin (le « pont volant »). Constatant les mouvements de l'armée française, l'installation d'une batterie face à la redoute et la construction des premières tranchées d'assaut, Maximilien place 50 hommes dans la redoute alors inoccupée. Cette décision permet de ralentir l'avancée ennemie pendant quelques jours. Quand les Français commencent les tirs le 4 octobre et donnent l'assaut depuis leurs boyaux, les défenseurs se mettent en sûreté de l’autre côté du Rhin grâce à l'utilisation d'embarcations. La perte de la redoute expose alors le côté faible de la forteresse au feu de l'artillerie française.

#### Approche des bastions
Le 6 octobre, Vauban conçoit un plan d'attaque générale : diviser les unités de défense, peu nombreuses, en lançant trois attaques simultanées sur des points différents afin de faciliter la conquête des bastions de la forteresse. À la faveur d'attaques de diversion, les unités de sapeurs avancent malgré les tirs des soldats impériaux. Toutefois, le matériel de siège n'étant pas encore arrivé sur place, il n'est pas possible de débuter l'attaque principale. Les attaques de diversion se poursuivent jusqu'au 9 octobre, permettant aux sapeurs français de s'approcher jusqu'aux fossés des bastions et au génie de mettre en place les pièces d'artillerie nécessaires à l'offensive.

#### Prise des premiers bastions
À l'aube du 10 octobre, les tranchées prévues pour l'attaque principale sont ouvertes et un feu violent commence sur Philippsburg. La forteresse et ses ouvrages défensifs sont l'objet de tirs continuels des mortiers français. Les dégâts sont importants : les bâtiments sont détruits, les puits ensevelis et les remparts fortement endommagés (nombreux trous et circulation impossible). Pendant les nuits, deux cents défenseurs s'affairent à remettre en état de bataille les ouvrages. Malgré ces difficultés, la défense de la place inflige d'importantes pertes aux Français. Jusqu'au 12 octobre, les sapeurs continuent de creuser des boyaux dont la plus grande partie arrive désormais jusqu'aux fossés de la forteresse. Le jour suivant, l'armée française s'empare d'un petit ouvrage.
Le 14 octobre, les défenseurs tentent une sortie : ils parviennent aux tranchées ennemies et commencent à détruire les travaux et matériels de siège. Sous les ordres du lieutenant-général Catinat, les Français lancent une contre-attaque qui oblige les troupes impériales à se retirer après avoir subi de nombreuses pertes. Une autre sortie contre un point d'attaque secondaire rencontre moins de succès : elle est rapidement repoussée et entraîne de nouvelles pertes humaines. Après ces combats, les Impériaux demandent une trêve afin de recueillir et soigner les blessés. Catinat accepte à la condition que seuls des soldats français assurent le transport des blessés. Cela lui permet de faire espionner son adversaire : deux ingénieurs habillés en soldats inspectent discrètement l'état des ouvrages fortifiés et des alentours. Les deux hommes constatent qu'un des fossés n'a que deux pieds d'eau de profondeur et qu'il existe une digue large de plusieurs mètres dans les marais devant la forteresse, considéré jusqu'alors comme quasiment impénétrable pour une troupe.
Les jours suivants, le travail de sape et la construction de nouvelles batteries continuent malgré une pluie battante. Le 17 octobre, les assiégés tentent une nouvelle sortie contre ces travaux. Ils ne causent toutefois que peu de dégâts sur les installations, bien que les Français subissent de fortes pertes humaines. La nuit suivante, les Français commencent à vider de son eau le fossé des remparts. Les assiégés remportent une petite victoire le 18 octobre en réussissant à détruire une batterie et à faire sauter un dépôt de poudre ennemi. Dans la nuit du 19 au 20 octobre les Français commencent à combler le fossé d'un ouvrage sur l'aile droite de la forteresse. Travaillant sous le feu nourri des défenseurs, ils subissent de nouvelles pertes.
Le 20 octobre, après un puissant bombardement, les Français lancent l'assaut sur l'ouvrage. En raison du bombardement de préparation, les soldats de garde se sont mis à l'abri et ne remarquent rien de l'attaque. Les Français traversent le fossé asséché et tombent sur leurs arrières. Pris de panique les soldats impériaux s'enfuient. Un capitaine impérial, le comte Archo, tente de redresser la situation avec 60 hommes. Malgré sa résistance, il périt lui-même dans les combats, l'ouvrage est finalement conquis. Seul un petit nombre des 140 défenseurs parviennent à se sauver. Le moral au plus bas, une contre-offensive est inenvisageable pour les assiégés. L'état des troupes enfermées dans la forteresse devient précaire : il n'y a pratiquement plus de vin et l'eau est croupie. Le commandement commence à craindre une révolte des soldats et de la population civile à bout de forces.

#### Prise du bastion de la Couronne
Jusqu'au 26 octobre, les Français continuent leur travail de sape tout en sécurisant les positions conquises. Le 26, Vauban est sûr qu'une victoire ne peut à présent être empêchée que par l'arrivée précoce de l'hiver ou d'une armée de secours. L'empereur n'ayant pas les moyens de réunir une nouvelle armée, il n'y a en réalité aucune chance qu'une troupe impériale vienne dégager Philippsburg. Le jour même, Vauban fait tirer pendant deux jours 18 pièces d'artillerie du plus gros calibre sur le bastion médian de la forteresse (dit « Bastion de la Couronne »). Le 28 octobre, ce bastion qui n'est plus qu'une ruine reste toujours défendu. Durant la nuit, deux volontaires français inspectent discrètement son état et celui de sa garnison. Vauban considère alors que la fortification est mûre pour un assaut. Une violente attaque a lieu au moment même où le comte Maximilien réunit ses officiers pour discuter d'une capitulation, quasiment acquise puisque seul le compte Maximilien von Starhemberg défend encore la poursuite des combats. Obligé de déloger les Français de leurs positions près du bastion de la Couronne, Maximilien tente une contre-attaque. Toutefois, les soldats impériaux ne suivent plus ses ordres. Remarquant ces hésitations, Vauban ordonne l'assaut général et immédiat des troupes françaises. Après une courte résistance, les impériaux se retirent dans le bastion pour ne pas être submergés par un ennemi supérieur en nombre. À la fin de la journée, le bastion de la Couronne est perdu. Les défenseurs se limitent alors à défendre la forteresse principale. Découragées et affaiblies, les troupes impériales n'auraient sans doute pas pu repousser un nouvel assaut.

#### Prise de la forteresse
Le 30 octobre la forteresse capitule après 32 jours de siège. Les assiégés reçoivent le droit de se retirer librement et en toute sûreté à Ulm. Ainsi, Starhemberg quitte la forteresse le 1er novembre avec environ 1 500 hommes, 100 voitures et 6 pièces d'artillerie. Dans la forteresse, les Français mettent la main sur 150 000 livres de poudre, 22 000 boulets, 1 600 sacs de céréales et 124 pièces d'artillerie de tous calibres.

### Bilan des combats
Les pertes des Français au cours du siège s'élèvent à 587 morts et 1 013 blessés.
De son côté, l'armée impériale déplore environ 600 tués.
Après son arrivée à Ulm, le comte von Starhemberg est convoqué à Vienne. Il doit en effet se justifier devant une commission militaire pour avoir livré Philippsburg. Finalement, cette commission l'acquitte complètement.